# けむりのゆくえ
『けむりのゆくえ』は、日本の随筆家、早川良一郎が1974年（昭和49年）に発表した随筆集の名称である。

## 作品の概要と出版状況
著者の早川良一郎は本書を発表するまでは、サラリーマンとして日本経済団体連合会の事務局に勤めていた。早川は若き日に医者を志してイギリスに留学したが挫折し帰国。経団連に定年で退職するまで30年間奉職。50歳ごろから英国留学時の逸話などを基に随筆を書きはじめる。約3年ののち、書き溜めた随筆を自費にて製本し、『A STUDY OF SMOKING』と名付け、1973年（昭和48年）に199部のみ出版した。本書には朱ペンで通し番号が記載され、主に早川の知人に進呈された。
1974年（昭和49年）、本書は第22回日本エッセイスト・クラブ賞を受ける。限定出版であったことから、再出版の要望が寄せられたのを機に、『けむりのゆくえ』と改題、挿絵と装訂を辻まことが担当し、同年11月、装いもあらたに文化出版局から一般流通書籍として出版された。早川が自身のロンドン留学時代とサラリーマン時代を懐古し、日常生活の何気ない出来事を題材にした随筆を中心に、実在の知友をモデルにしたと思われる、パイプ愛好家である架空の人物を主人公にした逸話を挿みこんだその内容は、1970年代、80年代の熟年世代に共感を持って受け入れられ、名随筆として愛読された。また、パイプの話題が多く取り上げられていることから、喫煙者にも好評であった。早川は本書の刊行後、随筆家として活動し、数冊の著作を残している。
1980年代は絶版状態が続いたが、早川が歿して5年経った1997年（平成9年）に、自身も早川の随筆の愛読者であるという、ドイツ文学者の池内紀が編集を担当し、装訂を田淵裕一が担当した叢書“池内紀のちいさな図書館”の一冊として、五月書房から再版された。その後数年は市場流通していたが、現在は再び絶版となっている。

## 収録作品タイトル
初発表時の単行本掲載順に記載。タイトルの表記は原書に拠る。
1. プロローグ
2. パイプは何本くらい持ったらいいのか……
3. サラリーマンは気楽な稼業というけれど……
4. 土曜の午後、私は友人と喫茶店で……
5. ロンドンの地下鉄は、たいへんに深い……
6. エピローグ
7. あとがき

## 補足事項
- 1997年の再版時には、オリジナルの第3章にあたる「土曜の午後、私は友人と喫茶店で……」が割愛され、この章のみ2005年にみすず書房から再版された早川の随筆集『さみしいネコ』に追加収録された。

## 出版記録
- 1973年（昭和48年）　私家版　（単行本）
- 1974年（昭和49年）　文化出版局　（単行本）
- 1978年（昭和53年）　立風書房　『パイプ－Pipes of the World』に第1章の抄録を掲載。
- 1997年（平成9年）　五月書房　（単行本）